# !Hero (album)
!Hero è la colonna sonora dell'omonima opera rock statunitense del 2003, che rivede in chiave moderna gli ultimi due anni della vita di Gesù.

## Tracce

### CD 1
1. This is How it Happened – 2:08
2. A Few Good Men – 5:09
3. Wedding Celebration – 4:32
4. Fire of Love – 4:38
5. Lose My Life with You – 3:14
6. Man on a Mission – 1:14
7. Secrets of the Heart – 3:52
8. Stand Up and Walk – 4:24
9. Do What You Gotta Do – 3:05
10. Take My Hand – 1:48
11. Love's Declaration – 3:17
12. Raised in Harlem – 4:21
13. They're Callin' Him Hero – 2:42
14. Manna From Heaven – 4:20
15. Hero – 4:41

### CD 2
1. Leave Here – 5:19
2. Stand by You – 2:47
3. Say the Word – 1:46
4. Intentions – 3:20
5. Finally Home – 3:37
6. Not in our House – 2:09
7. Murder on Their Minds – 2:59
8. Party in the House Today – 3:49
9. In Remembrance of Me – 1:53
10. Shadowman – 5:00
11. Hero's Agony – 2:37
12. I Am – 4:17
13. Kill the Hero – 6:00
14. Execute – 3:58
15. He's Not Here – 3:41
16. The Truth Comes Out – 1:47